# سفید کشنده
سفید کشنده یا سفیدی مرگبار (به انگلیسی: Lethal White) کتابی به نویسندگی جی.کی. رولینگ است که در سپتامبر سال ۲۰۱۸ منتشر شد. این کتاب به مجموعه کورمورن استرایک تعلق دارد که روایت داستان‌های جنایی استرایک و دستیارش رابین الاکوت است. داستان «سفیدی مرگبار» چهارمین داستان این مجموعه است، سه عنوان دیگر این مجموعه عبارت‌اند از آوای فاخته، کرم ابریشم و ردپای شیطان که بین سال‌های ۲۰۱۳ تا ۲۰۱۵ منتشر شدند. داستان «سفیدی مرگبار» حماسی‌ترین داستان «رولینگ» است که در فضایی وهم‌آلود و پررمزوراز به نگارش درآمده است.

## داستان
سفیدی مرگبار چهارمین کتاب از سری کورمورن استرایک است که توسط نویسندهٔ پرفروش بین‌المللی جی.کی. رولینگ با نام مستعاررابرت گالبریث به چاپ رسیده‌است. هنگامی که بیلی، یک جوان روان رنجور، به دفتر خصوصی کورمورن استرایک می‌رود تا از او در تحقیقات دربارهٔ جنایتی کمک بخواهد، که فکر می‌کند او در کودکی شاهد آن بوده‌است، استرایک عمیقاً پریشان می‌شود. در حالی که بیلی آشکارا از نظر روحی بیمار است و نمی‌تواند بسیاری از جزئیات مشخص را به خاطر بسپارد، چیزی صمیمانه دربارهٔ او و داستان او وجود دارد. اما قبل از اینکه استرایک بتواند از او سؤال کند، بیلی با وحشت از دفتر او بیرون می‌زند. در تلاش برای رسیدن به انتهای داستان بیلی، استرایک و رابین الاکوت- کسی که زمانی دستیار وی بوده و اکنون شریک او در آژانس است - در یک مسیر پیچیده قرار می‌گیرند که آنها را از کوچه پس کوچه‌های لندن، به یک پناهگاه داخلی مخفی درون پارلمان می‌برد. به خانه ای زیبا، اما شیطانی در حومهٔ شهر. و در طول این تحقیق، زندگی شخصی استرایک به دور از هیاهو نیست: شهرت تازه به دست آمدهٔ او به عنوان کارآگاه خصوصی به این معنی است که او دیگر نمی‌تواند مانند گذشته کارش را پشت پرده انجام دهد. علاوه بر این، رابطه او با دستیار سابقش فراتر از گذشته‌است — رابین اکنون برای استرایک یک شریک تجاری نیست، بلکه روابط شخصی آنها بسیار پیچیده‌تر از این هاست.

## نقدها
نیویورک‌تایمز: «زمانی که کتاب «سفیدی مرگبار» را می‌خوانید ممکن است احساس کنید شبیه داستان‌های آشنا و دل‌چسب مجموعه هری پاتر است. شما عاشق طرح داستان هستید، شما عاشق شخصیت‌های داستان هستید و در طی این داستان بینش و نبوغ نویسنده را تحسین می‌کنید. این کتاب این شانس را به شما می‌دهد که بدون عجله کتاب را بخوانید و آرامش را احساس کنید… زنده باد تخیل غنی و فوق‌العادهٔ جی. کی رولینگ»